# Uruguay (řeka)
Uruguay (španělsky Río Uruguay, portugalsky Rio Uruguai) je řeka v Jižní Americe. Protéká Brazílií (státy Rio Grande do Sul, Santa Catarina), tvoří její hranici s Argentinou (provincie Misiones, Corrientes, Entre Ríos) a poté hranici Argentiny s Uruguayí. Je 2200 km dlouhá, včetně zdrojnice Pelotas. Povodí má rozlohu 307 000 km².

## Průběh toku
Vzniká soutokem řek Pelotas a Canoas, které pramení na západních svazích hřbetu Serra do Mar. Až k město San Tomé protéká přes lávovou planinu, přičemž vytváří peřeje a vodopády. Níže obtéká planinu ze západu a vytváří vodopád u měst Salto a Concordia. Ústí do společného estuáru s řekou Paraná, který se nazývá Río de la Plata. Hlavní přítoky jsou Ibikui a Río Negro zleva.

## Vodní režim
Na podzim a na jaře dochází k dešťovým povodním. Průměrný roční průtok vody činí 5500 m³/s.

## Využití
Vodní doprava námořních lodí je možná k městu Paysandú a říčních lodí až k vodopádům u Salta a Concordie. Hlavní přístavy jsou Concordia (Argentina), Salto, Paysandú, Fray Bentos (Uruguay).